# Utrecht sneltram
Az Utrecht sneltram (holland nyelven: Utrechtse sneltram) Hollandia Utrecht városában található villamos / light rail. Összesen 3 vonalból áll, a hálózat teljes hossza 28,7 km. A vágányok normál nyomtávolságúak, az áramellátás felsővezetékről történik, a feszültség 750 V egyenáram. Jelenlegi üzemeltetője a Qbuzz. 
A forgalom 1983. december 17-én indult el.